# .sn
.sn là tên miền quốc gia cấp cao nhất (ccTLD) của Sénégal.